# Thomas Hales (2e baronnet)
Pour les articles homonymes, voir Thomas Hales (homonymie) et Hales.
Thomas Hales, 2e baronnet (24 février 1666 - 7 janvier 1748), de Bekesbourne et Brymore dans le Kent, est un homme politique anglais qui siège à la Chambre des communes anglaise entre 1701 et 1747.

## Biographie
Il est le fils aîné de Thomas Hales de Howletts, Bekesbourne et de sa femme Mary Wood, fille de Richard Wood des Abbots Langley, Hertfordshire. Il est admis à Inner Temple en 1683 et voyage ensuite à l'étranger et en France. Son père est décédé en 1692 et, en décembre 1693, il hérite du titre de baronnet à la mort de son grand-père, Robert Hales, qui est créé baronnet à la Restauration.
Il est élu député conservateur de Kent lors de la première élection générale de 1701. Il remporte le plus grand nombre de suffrages lors de la seconde élection générale de 1701 et est réélu sans opposition lors de l'élection générale de 1702. Il ne se représente pas en 1705. Il se présente dans le Nottinghamshire lors d'une élection partielle en juin 1711, mais sans succès.
Lors de l'élection générale britannique de 1715, il est réélu député Whig à Canterbury et est ensuite récompensé par une nomination à la commission pour les domaines confisqués avec un salaire de 1 000 £ par an. Il soutient l'administration, sauf en 1719, où il vote contre le projet de loi sur les pairs. Il est réélu pour Canterbury en 1722 et 1727. Il vote pour le projet de loi sur l'accise. Aux élections générales britanniques de 1734, il est battu au scrutin mais est élu à la suite d'une pétition le 11 avril 1735. Il est battu à l'élection générale britannique de 1741 et n'est réélu que lors d'une élection partielle le 23 janvier 1746. Il est battu aux élections générales de 1747 et ne se représente pas.

## Famille
Il épouse Mary Pym (décédée en 1729), fille de Charles Pym, 1er baronnet de Brymore, en 1688, et ont :
- Thomas Hales (3e baronnet) (v. 1694–1762), qui lui succède comme baronnet
- Mary Hales, mariée à Brook Bridges, 1er baronnet (décédé en 1728), de Goodneston
- Catherine Hales, qui épouse Edward Cook de Canterbury
- Anne Hales
- Elizabeth Hales, qui épouse Benjamin Lethiemillier de East Shen et en secondes noces Charles Pyott de St. Martin's

Son frère cadet, Stephen Hales, est un vicaire devenu un scientifique, un inventeur et un philanthrope de renom.